# كريستوفر مورلي
كريستوفر مورلي (بالإنجليزية: Christopher Morley)‏ هو كاتب وصحفي أمريكي، ولد في 5 مايو 1890 في برين مار ‏ في الولايات المتحدة، وتوفي في 28 مارس 1957.

## وصلات خارجية
- كريستوفر مورلي على موقع الموسوعة البريطانية (الإنجليزية)
- كريستوفر مورلي على موقع ميوزك برينز (الإنجليزية)
- كريستوفر مورلي على موقع قاعدة بيانات برودواي على الإنترنت (الإنجليزية)
- كريستوفر مورلي على موقع إن إن دي بي (الإنجليزية)